# ヘンリー・ハーバート (初代カーナーヴォン伯爵)

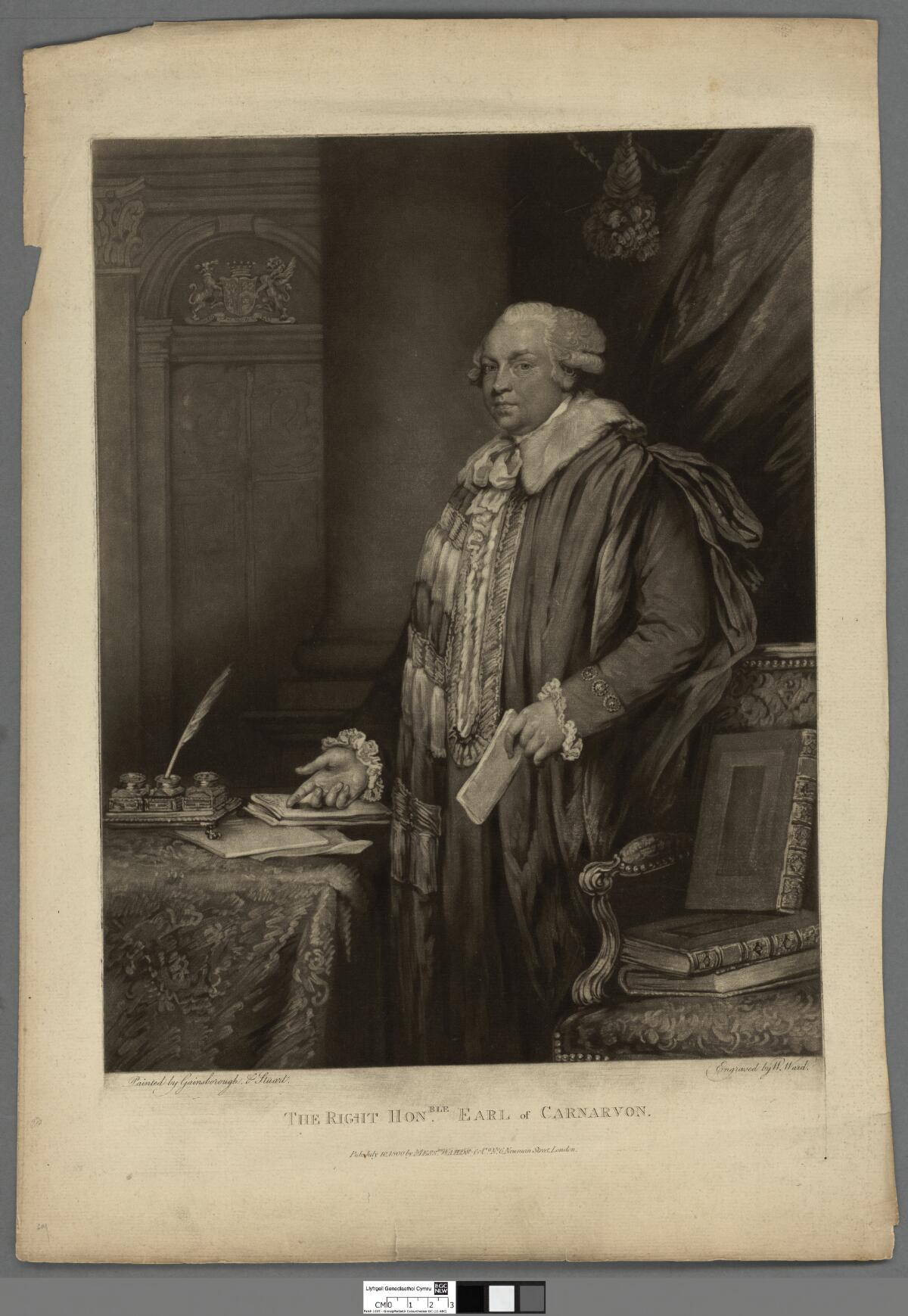
ウィリアム・ウォードによるメゾチント、1800年。トマス・ゲインズバラとギルバート・ステュアートによる肖像画に基づく。

初代カーナーヴォン伯爵ヘンリー・ハーバート（英語: Henry Herbert, 1st Earl of Carnarvon
1741年8月20日 – 1811年6月3日）は、イギリスの政治家、貴族。庶民院議員（在任：1768年 – 1772年、1772年 – 1780年）、主馬頭（在任：1806年 – 1807年）を歴任した。

## 生涯

### 出自
ウィリアム・ハーバート（第8代ペンブルック伯爵トマス・ハーバートの五男）と妻キャサリン・エリザベス（Catherine Elizabeth、旧姓テューズ（Tewes））の長男として、1741年8月20日に生まれ、24日にイズリントンで洗礼を受けた。1753年から1759年までイートン・カレッジで教育を受けた後、1760年5月9日にオックスフォード大学クライスト・チャーチに入学した。1762年、グラスゴー大学に入学した。1769年、ケンブリッジ大学モードリン・カレッジよりLL.D.の学位を授与された。1769年4月25日に叔父にあたるロバート・ソーヤー・ハーバート閣下が死去すると、ハイクレア・カースルを継承した。

### 庶民院議員
1768年イギリス総選挙で伯父の息子にあたる第10代ペンブルック伯爵ヘンリー・ハーバートの支持を受けて、ペンブルック伯爵家の懐中選挙区であるウィルトン選挙区から出馬して当選した。議会では頻繁に演説したが、特定の党派につくことはなく、1769年のジョン・ウィルクス当選問題では野党に同調して同調したものの、1770年12月にウィルクスの盟友ジョン・グリン（野党に属する）が提出した司法制度調査の動議には反対した。1772年王室結婚法には不倫を促進する法として反対した。
1772年7月にウィルトシャー選挙区の補欠選挙に出馬するために辞任した。ウィルトシャーではデットフォード・クラブ（Deptford Club）という現地のジェントリと貴族の集まりが候補者を決め、絶大な影響力を有しており、ハーバートはデットフォード・クラブが独裁的であると批判した。これに対し、クラブの選んだ候補アンブローズ・ゴッダードの支持者はハーバートがペンブルック伯爵の支配下にあり、しかも与党を支持していると批判、「腐敗と宮廷の影響力」に抵抗するよう有権者に呼びかけた。ハーバートの支持者はハーバートも何度か野党に同調して投票したと反論したが、ハーバートが与党の、ゴッダードが野党の支持を受けていたことは明らかであり、ハーバートが支持を求めた第2代シェルバーン伯爵ウィリアム・ペティ（野党ホイッグ党所属）もハーバート支持を拒否した。ハーバートがウィルトシャーで領地をほとんど有さず（ハーバートの領地は大半がハンプシャーにある）、人柄も押しが強くて人気がなかったため、8月の投票結果では1,055票対1,870票で落選した。一方、ウィルトンの補欠選挙は12月にようやく行われ、ハーバートはウィルトンでの議席を取り戻した。
2度目の議員期では1774年2月にグレンヴィル法を恒久法とする法案に賛成、1775年2月にウィルクスが提出した議席剥奪撤回の法案にも賛成したが、一方でアメリカ独立戦争では与党を支持した。しかし戦況が悪化すると野党側につくようになり、1779年3月には海軍本部への調査議案に賛成した。2度目の議員期は演説回数が1度目と比べて少なく、議会への興味を失ったとされたが、一方でクリックレイド選挙区への影響力を得ようとし、1779年に現職議員アーノルド・ネスビットが死去すると、友人のジョン・マクファーソン（ネイボッブ、すなわち「インド成金」の1人）を当選させた。しかし、1780年イギリス総選挙で落選者サミュエル・ペトリ（Samuel Petrie）が選挙申し立てを出した上、マクファーソン、ハーバートらを訴えた。1782年2月にペトリの申し立てが庶民院で審議されたときには庶民院がイギリス東インド会社の不祥事でネイボッブに友好的ではなく、近隣のハンドレッドの不動産所有者もクリックレイド選挙区の有権者とする法を可決させ、ハーバートはクリックレイド選挙区での影響力を失った。
1780年イギリス総選挙ではペンブルック伯爵が野党に転じていたためウィルトン選挙区で当選する見込みがなくなり、与党ではハンプシャー選挙区から出馬させる声もあったが、結局ハーバートが出馬することはなかった。『英国議会史』ではハーバートがこの時にはすでに叙爵の許諾を得ていたと推測し、ハーバートは実際に同年10月17日にグレートブリテン貴族であるサウサンプトンシャーにおけるハイクレアのポーチェスター男爵に叙された。

### 晩年
1793年7月3日、カーナーヴォン州および市伯爵（Earl of the Town and County of Carnarvon、一般的には「カーナーヴォン伯爵」と呼称される）に叙された。
1806年から1807年までの挙国人材内閣では1806年2月11日に主馬頭に、12日に枢密顧問官に任命された。以降1807年まで主馬頭を務めた。
1811年6月3日にテンターデン・ストリート（Tenterden Street）で死去、息子ヘンリー・ジョージが爵位を継承した。

## 家族
1771年7月15日、エリザベス・アリシア・マリア・ウィンダム（1752年11月29日 – 1826年2月10日、第2代イグリモント伯爵チャールズ・ウィンダムの娘）と結婚、5男1女をもうけた。
- ヘンリー・ジョージ（英語版）（1772年6月3日 – 1833年4月16日） - 第2代カーナーヴォン伯爵[3]
- チャールズ（英語版）（1774年7月5日 – 1808年9月12日） - 1806年7月9日、ブリジット・オーガスタ・ビング（Bridget Augusta Byng、1876年3月4日没、第5代トリントン子爵ジョン・ビングの娘）と結婚、1女をもうけた[13]
- フランシス（Frances、1830年8月22日没） - 1797年12月5日、トマス・レノルズ＝モアトン（英語版）（後の初代デュシー伯爵）と結婚、子供あり[13]
- ウィリアム（英語版）（1778年1月12日 – 1847年5月28日） - 聖職者。1806年5月17日、レティシア・ドロシア・アレン（Letitia Dorothea Allen、第5代アレン子爵ジョシュア・アレンの娘）と結婚、子供あり[13]
- ジョージ（1789年2月21日 – 1825年3月27日） - 聖職者。1806年9月1日、フランシス・ヘッド（Frances Head、1862年2月2日没、フランシス・ヘッドの娘）と結婚、子供あり[13]
- アルジャーノン（英語版）（1792年7月12日 – 1855年6月11日） - 弁護士。1830年8月2日、マリアン・レムプリア（Marianne Lempriere、1870年8月7日没、トマス・レムプリアの娘）と結婚、子供あり[13]